# Курма-пурана
«Ку́рма-пура́на» — священный текст индуизма на санскрите, одна из восемнадцати основных Пуран (называемых «махапуранами»). В «Курма-пуране» содержится детальное описание явления и деяний одной из основных аватар Вишну — Курмы. Согласно самой Пуране, Вишну поведал её божественному мудрецу Нараде, который затем пересказал её собранию риши.
Опубликованное издание «Курма-пураны» разделено на две части: Пурва-бхагу и Уттара-бхагу. Пурва-бхага, в свою очередь, делится на 54 главы, а Уттара-бхага на 46 глав. Согласно «Нарада-пуране», изначально «Курма-пурана» состояла из четырёх самхит: Брахми-самхиты, Бхагавати-самхиты, Саури-самхиты и Вайшнави-самхиты. До наших дней дошла только первая из самхит — Брахми-самхита. В «Нарада-пуране» также приводится краткое описание каждой из четырёх самхит.